# Strada Alexandru cel Bun din Chișinău
Strada Alexandru cel Bun (în secolul al XIX-lea, până în 1924 – str. Harlampievskaia, Zolotaia; în 1924-1944 – str. 27 Martie 1918; în 1944-1990 – str. Ștefan cel Mare) este o stradă din centrul istoric al Chișinăului. 
De-a lungul străzii sunt amplasate o serie de monumente de arhitectură și istorie (casa de raport, nr. 2, casa de raport, nr. 3, casa de raport, nr. 16, casa cu apartamente de raport, nr. 19, casa cu apartamente de raport, nr. 23, casa de raport, nr. 47, biserica „Sf. Haralampie”, casa individuală, nr. 51, casa cu apartamente de raport, nr. 55, casa individuală, nr. 57, casa de raport, nr. 98, casa individuală, nr. 104, casa de raport, nr. 110, casa cu apartamente de raport, nr. 113, casa de raport, nr. 117, casa individuală, nr. 144, casa lui Emanuil Poleac, clădirea fostei școli profesionale evreiești pentru fete, conacul urban Zoti etc), precum și clădiri administrative (Societatea Națională de Gaze Naturale etc). 
Strada începe de la intersecția cu str. Ismail, intersectând alte 12 artere și încheindu-se la intersecția cu str. Serghei Lazo.  

## Legături externe
- Strada Alexandru cel Bun din Chișinău la wikimapia.org